# 奧赫卡薩山
15°29′49″S 72°06′10″W / 15.49694°S 72.10278°W

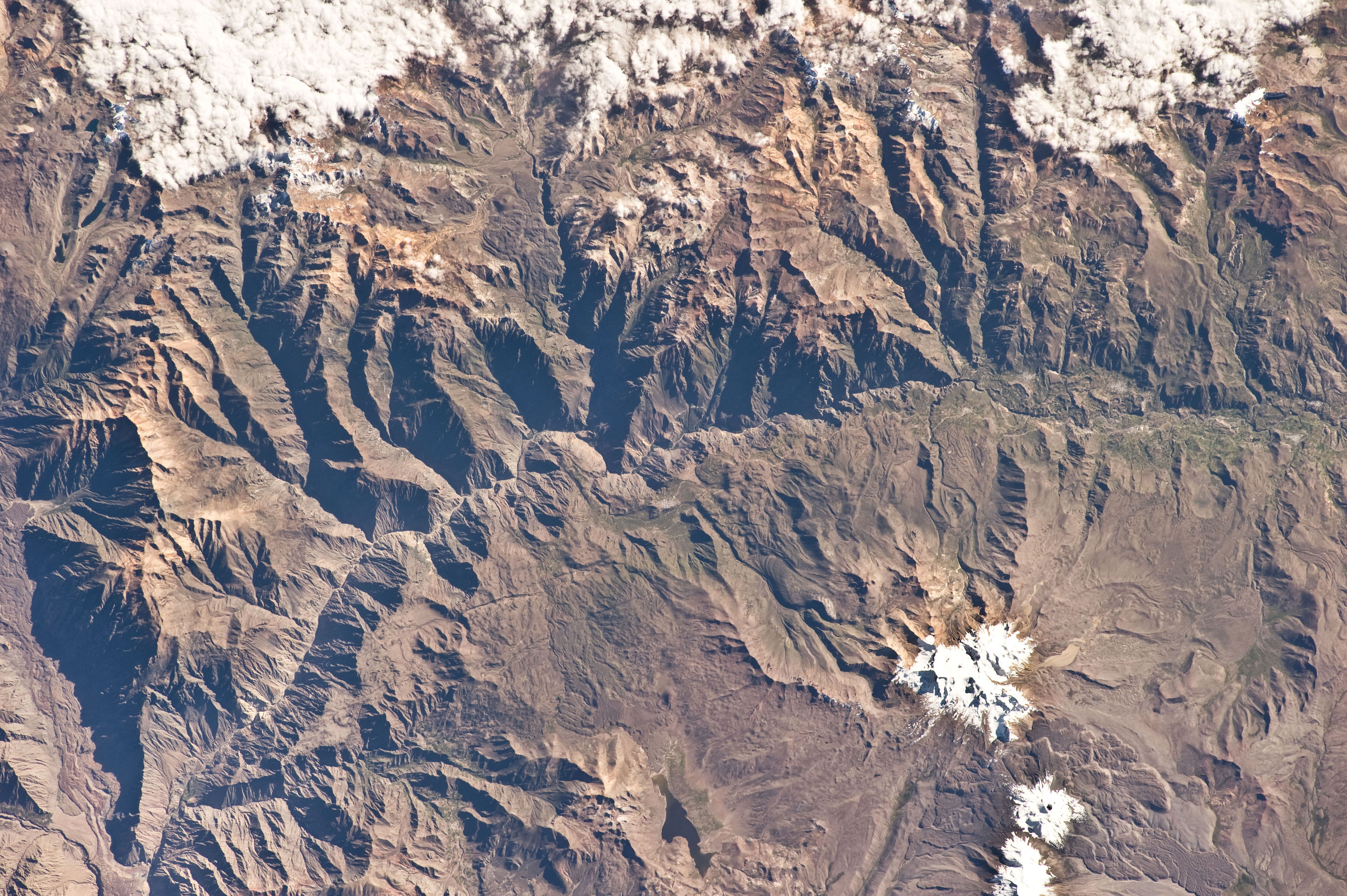

奧赫卡薩山（Ojeccasa），是秘魯的山峰，位於該國南部阿雷基帕大區，由卡斯蒂利亞省的喬科區負責管轄，屬於奇拉山脈的一部分，海拔高度5,081米。